# More Hits by The Supremes
More Hits by The Supremes è un album del gruppo musicale femminile R&B statunitense The Supremes, pubblicato nel 1965 dalla Motown Records.

## Tracce

### Lato A
1. Ask Any Girl
2. Nothing But Heartaches
3. Mother Dear
4. Stop! In the Name of Love
5. Honey Boy
6. Back in My Arms Again

### Lato B
1. Whisper You Love Me Boy
2. The Only Time I'm Happy
3. He Holds His Own
4. Who Could Ever Doubt My Love
5. (I'm So Glad) Heartaches Don't Last Always
6. I'm In Love Again

## Singoli
- Stop! In the Name of Love/I'm In Love Again (Motown 1074, 1965)
- Back in My Arms Again/Whisper You Love Me Boy (Motown 1075, 1965)
- Nothing But Heartaches/He Holds His Own (Motown 1080, 1965)

## Classifiche
| Classifica(1965)                |   |
| ------------------------------- | - |
| U.S. Billboard 200              | 6 |
| U.S. Billboard R&B Albums Chart | 2 |